# 15の夜
「15の夜」（じゅうごのよる）は、日本のシンガーソングライターである尾崎豊の楽曲。英題は「THE NIGHT」（ザ・ナイト）。
1983年12月1日にCBSソニーから1枚目のシングルとしてリリースされた。ファースト・アルバム『十七歳の地図』（1983年）と同時リリースされたデビュー・シングルであり、作詞および作曲は尾崎が行い、プロデュースは須藤晃が担当している。
尾崎が14歳の時に家出を行った経験をもとに制作された曲であるが、後年尾崎の父である尾崎健一は尾崎本人ではなく友人の家出を題材とした曲であったことを明らかにしている。また歌詞中にあるバイクを窃盗する描写について尾崎の同級生は「尾崎はバイクを盗んだことはない」と述べており、尾崎の兄である尾崎康は自身が所有するスクーターを無断で尾崎に乗り回された挙句、事故によって廃車になってしまったエピソードを公開している。
尾崎の死後となる1993年4月25日に生前最後の公演となった代々木オリンピックプール第一体育館におけるライブ演奏バージョンが「15の夜（ライブ）」としてリリースされ、死後の報道時にはそのバージョンが多く使用された（後述）。

## 背景
小学校5年生の時に東京都練馬区から埼玉県朝霞市に引っ越した尾崎は、転校先の学校に馴染めずに登校拒否を行うようになった。学校に行かずにいた尾崎は、兄が購入して使用されていなかったクラシック・ギターを手に取り音楽に触れることとなった。特にフォークソングやシンガーソングライターの曲に興味を持っていた尾崎は、その中でも井上陽水の詞の世界のシチュエーションに強く惹かれていた。小学校6年生になると半年に渡り登校拒否を続け、その間は実家にて井上やさだまさし、イルカの曲を弾き語りで演奏していた。
中学生になった尾崎は以前住んでいた練馬区の中学校に越境入学する。旧友たちと再会した尾崎は学校に行くようになり、フォークソング・クラブに所属。小学校の頃に毎日ギターを弾いていた尾崎は、同学年の誰よりもギターも歌も上手かったためすぐに一目置かれるようになり、声質が岸田智史に似ているということから文化祭で演奏し一躍学校内で有名な存在となる。その後、青山学院高等学校へと進学した尾崎は、ジャケットを見ただけで購入したジャクソン・ブラウンのアルバム『孤独なランナー』（1977年）の表題曲を聴いて衝撃を受ける。その影響で「町の風景」や「ダンスホール」などの曲を制作したが、ギター1本の弾き語りスタイルは時代遅れのフォークソングと捉えられると考えた結果誰にも公表せずにいた。
その頃、中学時代の友人から促されたことを切っ掛けとして、CBSソニー主催の「SDオーディション」、ビクター主催のオーディションにそれぞれ応募する。尾崎は「SDオーディション」に合格し音楽プロデューサーである須藤晃が担当となり、尾崎と須藤は月に一度会う機会を設けた。会合の席で須藤は尾崎の作成したデモテープや大学ノートに綴られた歌詞に目を通していたが、尾崎の書く歌詞は須藤の望むような作品ではなかったため音楽に関する話はせず、尾崎の読む本の話や日常の話をするに留めていた。その後、尾崎が書いてきた「十七歳の地図」の歌詞を見た須藤は「十七歳の少年そのものの言葉が息づいている歌」として感嘆し、ようやくレコーディングに取りかかることとなった。

## 録音、制作
レコーディング前の打ち合わせの段階で、尾崎が須藤に初めて渡した詞であり、その際は「無免で…」というタイトルであった。須藤は無免の意味が分からず、尾崎に対し「無免って何?」と尋ね、釈然としなかったためタイトル変更を要求した。その後、デモテープの段階で「無免許」に変更。さらに「15の夜」に改題された。
1983年7月30日18時から、当時高校三年生であった尾崎にとって初となるレコーディングが開始され、本作の他に「愛の消えた街」「僕が僕であるために」も同時にレコーディングされた。当日はリズム録りのみであったが、曲構成やボーカルとのリズムの照らし合わせのため尾崎のボーカルも同時に録音されている。10月1日には正式に歌入れが行われた。
当初の構想では無免許で暴走族のような行為を行った夜を題材とした長い歌詞となっており、レコーディングの段階で歌としての体裁を取るために家出をした友人に同情して集まったものの、一晩ともたずにそれぞれが帰路についたというストーリーの歌詞に変更された。曲の途中でメロディーを崩して語り口調になる箇所があるが、これは浜田省吾のアルバム『PROMISED LAND 〜約束の地』（1982年）の収録曲「僕と彼女と週末に」に影響された尾崎が「メロディーを歌いながら、一部語ってるみたいな曲にしたい」と希望したことから採用された。須藤は歌詞中の「自由になれた気がした」という箇所に関して「自由になれた」とは言わないところが尾崎らしいと述べている。

## 音楽性と歌詞
本作は尾崎が14歳の時、中学校にてタバコを吸っているところを教師に発見されたこと、もしくは尾崎の同級生である友人の一人が髪が長いという理由で、中学校の教師にバリカンで髪の毛を刈られたことに反発し仲間とともに実際に家出した経験をもとに作られた。夜中に仲間10人と共に家出をした尾崎はバイクで街を走り回ったが、後に行き場をなくして車のスクラップ工場で仮眠を取っている際に教師に発見され補導されたと述べている。当初は「14の夜」と作詞したかったが、語呂が悪いため「15の夜」とした。その仲間たちとよく集まり、歌詞にもある家出の計画を立てた場所は、東京都練馬区向山にある向山公園である。

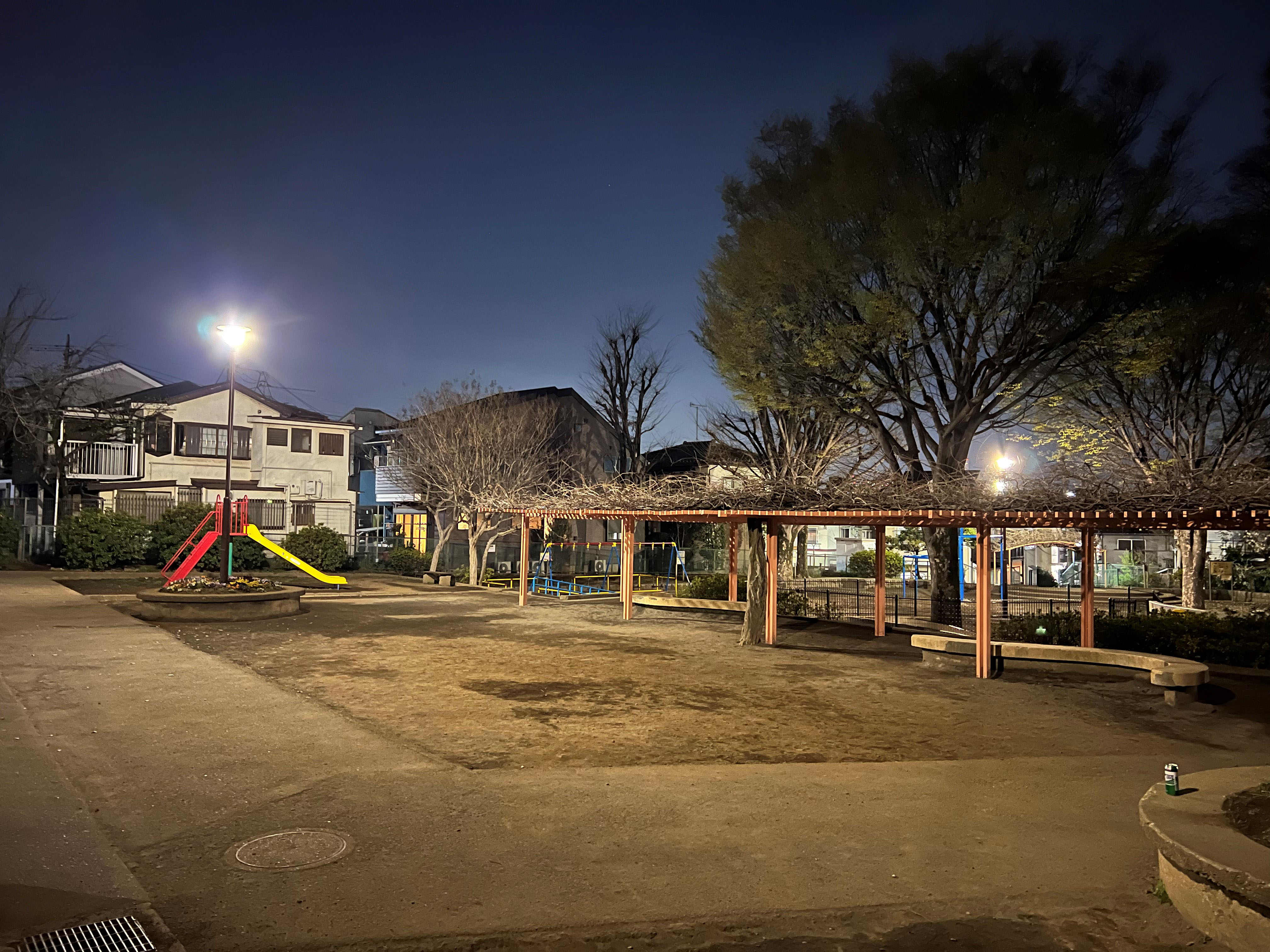
夜の向山公園（2023年）

しかし父である尾崎健一の日記によれば、実際には尾崎の友人の家出を題材としたことが明らかになっている。健一の日記において家出は1978年10月に起きたことであると記されており、「友人の家出を午前三時まで探す」、「これは、後に豊が『15の夜』で歌った事件」と記述されていた。この出来事は尾崎が13歳の時であり、また午前三時までは尾崎は友人と共に過ごしていたこととなる。このエピソードは後に脚色され、仲間10人と共に家出したという前述の内容で語られることになっていった。歌詞中にある「盗んだバイクで走り出す」という一節について尾崎の同級生は、尾崎はバイクを盗んだことはないと断言しており、実際に不良少年との付き合いはあったがそこまで入れ込んでおらず、様々な体験をして自身が納得するためであったのではないかと同級生は推測している。また妻であった尾崎繁美は「バイクを盗んだのは尾崎の友人で、それを曲にした」と、尾崎の死後に述べている。「盗んだバイク」に関する証言として、2023年11月29日にNHKのウェブサイトに掲載された記事において尾崎の実兄である尾崎康は、当時の出来事について「（バイクを）勝手に持ち出されて壁に激突して脳しんとうを起こしてね。豊のことも心配だったけど何より自分のバイクを壊されたわけで。もちろん廃車になってしまったから、どうしてくれるんだよ俺の愛車を…という感じで。いまとなってはいい思い出ですけどね」と述べている。この発言を受けて本作の歌詞における「盗んだバイク」の所有者は康であったと言われており、尾崎は当時の不良少年に人気のあったホンダ・CBX400Fやカワサキ・750RSなどではなく、康が所有していたスクーターのヤマハ・パッソルを無断で乗り回していたことが真相であると言われている。
須藤は本作の歌詞について「誰も書いたことのないような、ティーンエイジャーのための、ティーンエイジャーによる、ティーンエイジャーの詞だった」と述べている。また須藤は尾崎の実像は内省的な普通の男の子であったと述べ、友人と家出を計画しても結局は家に帰るような状態であり、本物の不良やアウトサイダー達と付き合いがあった訳ではないと述べた上で、本作はアウトサイダーとして生きるティーンエイジャーを描いた曲ではなく、「誰にでもあるやるせない、やり場のない青春時代の体験」を描いた曲であると述べている。作詞家の岡本おさみは歌詞中の「しゃがんでかたまり 背を向けながら」という箇所が新しい感じがすると述べている。

## リリース、批評
須藤は本作が「青春時代のやるせなさを、非常にストレートに、飾らずに歌っている」としてシングルとしてのリリースを検討することとなった。アルバムの全体像がほぼ完成した段階で須藤は本作をシングル候補曲として提案し尾崎に伝えたところ、尾崎は「あ、それがいいです」と回答しシングル曲として決定した。須藤の提案に対し尾崎が即答したため、尾崎自身も本作がシングルに相応しいと判断していたであろうと須藤は推測している。本作はシングルとして1983年12月1日にCBSソニーより7インチレコードの形態でリリースされた。当初レコード会社が付けたキャッチコピーは「もう学校や家には帰りたくない」であったが、あくまで尾崎の一面を捉えたコピーであり、全共闘世代から引きづられた反抗する若者のシンボルのようにされることを懸念して、須藤はこれに反対した。
本作がシングルとしてリリースされる以前に、シンガーソングライターである甲斐よしひろは当時水曜日のラジオパーソナリティとして出演していたNHK-FM放送音楽番組『サウンドストリート』（1978年 - 1987年）において試聴用のカセットテープに収録された本作の音源をオンエアした。収録が行われていたNHK放送センター内で、担当ディレクターと音楽プロデューサーである佐藤剛とともに関係者が持参したカセットテープで初めて本作を聴いた甲斐は、番組冒頭の第一声で「今夜は、凄い新人を見つけました」と述べた。同ラジオ番組においては甲斐のほかに佐野元春と音楽評論家の渋谷陽一も番組内で本作を紹介しており、音楽関係者の間では高評価を得たものの本作はヒットせず、4枚目のシングル「卒業」（1985年）がヒットしたことで尾崎は脚光を浴びるようになった。
後に尾崎は2枚目のアルバム『回帰線』（1985年）がオリコンアルバムチャートにおいて第1位を獲得した際にコマーシャリズムに載せられているという危機感を持っており、「卒業」などの曲が代表曲とされ売り込まれていく自身の状況に対して本作を最初に制作したことが誤りであったかもしれないと疑念を抱くこととなった。1989年3月21日には「卒業」（1985年）との両A面シングルとして8センチCDにて再リリースされた。さらに、1993年4月25日にはライブバージョンが8センチCDにて再リリースされた（後述）。

## アートワーク
シングルジャケットはアルバム『十七歳の地図』と同じものが使用された。当時の尾崎は「顔を出さない」という戦略が取られており、その理由としては尾崎の端正な顔立ちと楽曲の激しさにギャップがありすぎたこと、また「顔のいい人間はまともな歌を歌わない」という偏見があった時代ゆえに、アイドルと間違われそうであったことからそのような戦略が取られることとなった。また「ロック・ミュージシャンは笑わない」という当時の風潮があったことから、後に公開された尾崎の写真は鋭い目つきをしたものが多用され、笑顔の写真は没とされたケースも存在した。
デザインは田島照久が担当。田島はその後尾崎のジャケットデザインのみならず、ツアー・パンフレットやメモリアルチケットに至るまで全て担当することとなった。

## カバー
- aLLise - カバー・アルバム『ヤンキーパンク』（2011年）に収録[30][31]。
- Crouching Boys - トリビュート・アルバム『"BLUE" A TRIBUTE TO YUTAKA OZAKI』（2004年）に収録[32]。尾崎の息子である尾崎裕哉と須藤の息子であるTomi Yoによるユニットがカバーしている。
- 島津亜矢 - カバー・アルバム『SINGER 6』（2019年）に収録[33]。
- スコット・マーフィー - シングル「BattleGround〜スコット・マーフィー vs Scott Murphy〜」（2009年）[34][35]およびアルバム『Guilty Pleasures BEST』（2011年）に収録[36][37]。
- TRT原宿ヤンキースRC - カバー・アルバム『ヤンキーロックス NON STOP MIX 2』（2011年）に収録[38][39]。
- ティム・ハーディン・トリオ - カバー・アルバム『JAZZで聴く・・・I LOVE YOU』（1993年）に収録[40]。
- 松下倫士 - カバー・アルバム『僕が僕であるために ～尾崎豊 オン・ピアノ』（2012年）に収録[41][42]。
- 優里 - カバー・アルバム『詩-80's』（2023年）に収録[43]。

## 15の夜（ライブ）
「15の夜 (ライブ)」（じゅうごのよる・ライブ）は、日本のシンガーソングライターである尾崎豊の13枚目のシングル。
1993年4月25日にソニー・ミュージックレコーズからリリースされた。作詞・作曲は尾崎、プロデュースには須藤晃と共に尾崎の名前がクレジットされている。前作「汚れた絆」（1992年）よりおよそ1年ぶりにリリースされたシングルであり、後にリリースされた2作目のライブ・アルバム『約束の日 Vol.2』（1993年）からの先行シングルとなった。
本作では生前最後の公演となった1991年10月30日の代々木オリンピックプール第一体育館におけるギター1本による弾き語りの演奏が収録されている。A面が（カップリング曲とともに）ライブ・テイクであるので、前述のライブ・アルバムに対してライブ・シングルとでも言うべき内容である。また、尾崎は以前にもA、B両面がライブ音源のシングル「DRIVING ALL NIGHT」（1985年）をリリースしている。
本作はオリコンシングルチャートにおいて最高位第15位となり、登場週数は5回で売り上げ枚数は12.5万枚となった。

### 録音、制作
本作は尾崎の死去から1周忌となる日に、黙祷の意味を込めて企画された。収録された音源は、「TOUR 1991 BIRTH」のツアーファイナルであり生前最後の公演となった1991年10月30日の代々木オリンピックプール第一体育館のテイクとなっている。オリジナル盤「15の夜」（1983年）やアルバム『十七歳の地図』（1983年）収録バージョンとは異なり、全編アコースティック・ギターでの尾崎単独の弾き語りの演奏となっており、尾崎の死後にテレビの報道番組などで映像とともに多く使用されたのはこちらのバージョンとなっている。
2曲目の「ダンスホール (ライブ)」は、A面の「15の夜（ライブ）」と同日に3度目のアンコールとして21曲目に予定外で演奏されたテイクである。演奏された経緯は、舞台袖にいた須藤から「尾崎、もう1曲やりなよ」と言われリクエストされたのが「ダンスホール」であったためである。後にライブ・アルバム『約束の日Vol.1』および『約束の日Vol.2』がリリースされているが、「ダンスホール」は未収録であったためこのシングルのみの収録となった。
2曲ともにアンコールの際に歌われ、アンコールの最終曲である「ダンスホール」の演奏後に、尾崎は「また次のツアーで会いましょう」という言葉を残したが、翌1992年4月25日に急死し、次のツアーは行われなかったため、尾崎が生前最後にライブで演奏した曲は「ダンスホール」となった。

## シングル収録曲

### オリジナル盤
| #         | タイトル                               | 作詞・作曲 | 編曲      | 時間  |
| --------- | -------------------------------------- | ---------- | --------- | ----- |
| 1.        | 「15の夜」(THE NIGHT)                  | 尾崎豊     | 町支寛二  | 5:30  |
| 2.        | 「傷つけた人々へ」(TO ALL THAT I HURT) | 尾崎豊     | 西本明    | 5:04  |
| 合計時間: | 合計時間:                              | 合計時間:  | 合計時間: | 10:34 |

### 1989年盤
- シングルCDの歌詞カードに記載されたクレジットを参照[47]。

| #         | タイトル             | 作詞・作曲 | 編曲      | 時間  |
| --------- | -------------------- | ---------- | --------- | ----- |
| 1.        | 「卒業」(GRADUATION) | 尾崎豊     | 西本明    | 6:40  |
| 2.        | 「15の夜」           | 尾崎豊     | 町支寛二  | 5:29  |
| 合計時間: | 合計時間:            | 合計時間:  | 合計時間: | 12:09 |

### 1993年盤
- シングルCDのバックカバーに記載されたクレジットを参照[48]。

| #         | タイトル                                      | 作詞・作曲 | 収録日時、会場                                     | 時間  |
| --------- | --------------------------------------------- | ---------- | -------------------------------------------------- | ----- |
| 1.        | 「15の夜（ライブ）」(THE NIGHT (LIVE))        | 尾崎豊     | 1991年10月31日、代々木オリンピックプール第一体育館 | 6:24  |
| 2.        | 「ダンスホール（ライブ）」(DANCE HALL (LIVE)) | 尾崎豊     | 1991年10月31日、代々木オリンピックプール第一体育館 | 5:36  |
| 合計時間: | 合計時間:                                     | 合計時間:  | 合計時間:                                          | 12:00 |

## スタッフ・クレジット

### 15の夜

#### 参加ミュージシャン
アルバム『十七歳の地図』のCDブックレットに記載されたクレジットを参照。
- 菊池丈夫 – ドラムス
- 美久月千晴 – ベース
- 佐藤英二 – ギター
- 町支寛二 – ギター
- 西本明 – エレクトリックピアノ、シンセサイザー
- 板倉雅一 – ハモンドオルガン、グロッケンシュピール
- 古村敏比古 – サクソフォーン
- 川瀬正人 – パーカッション

#### スタッフ
アルバム『十七歳の地図』のCDブックレットに記載されたクレジットを参照。
- 須藤晃 – プロデューサー
- 助川健 – レコーディング、ミックス・エンジニア
- 田島照久 – デザイン、アート・ディレクション、写真撮影
- 伊藤隆司 – セカンド・エンジニア
- 大野邦彦 – セカンド・エンジニア
- 村上茂 – プロモーション・スタッフ

### 15の夜 (ライブ)
- シングルCDのバックカバーに記載されたクレジットを参照[48]。

#### 参加ミュージシャン
- 尾崎豊 – ボーカル、アコースティック・ギター

#### スタッフ
- 尾崎豊 – プロデューサー
- 須藤晃 – コ・プロデューサー
- 諸鍛治辰也 – レコーディング、ミックス・エンジニア
- 笠井鉄平 – マスタリング・エンジニア
- 田島照久（田島デザイン） – アート・ディレクション、デザイン、写真撮影
- アイソトープ – エグゼクティブ・プロデューサー

## リリース日一覧
| No. | リリース日     | レーベル                       | 規格            | カタログ番号 | 最高順位 | 備考                                       | 出典                 |
| --- | -------------- | ------------------------------ | --------------- | ------------ | -------- | ------------------------------------------ | -------------------- |
| 1   | 1983年12月1日  | CBS・ソニー                    | 7インチレコード | 07SH1433     | -        |                                            | [ 29 ]               |
| 2   | 1989年3月21日  | CBS・ソニー                    | 8センチCD       | 10EH-3248    | 8位      | 「卒業」との両A面シングル                  | [ 51 ] [ 52 ] [ 53 ] |
| 3   | 1993年4月25日  | ソニー・ミュージックレコーズ   | 8センチCD       | SRDL-3635    | -        | ライブ・バージョン                         | [ 45 ] [ 54 ]        |
| 4   | 2013年11月27日 | ソニー・ミュージックレーベルズ | ロスレスFLAC    | -            | -        | ライブ・バージョン、デジタル・ダウンロード | [ 55 ]               |
| 5   | 2014年4月1日   | ソニー・ミュージックレコーズ   | AAC-LC          | -            | -        | ライブ・バージョン、デジタル・ダウンロード | [ 56 ]               |

## 収録アルバム

### 「15の夜」
スタジオ音源
- 『十七歳の地図』（1983年）
- 『愛すべきものすべてに』（1996年）
- 『SATURDAY 〜ROCK'N'ROLL BEST OF YUTAKA OZAKI』（2008年）
- 『ALL TIME BEST』（2013年）

ライブ音源
- 『LAST TEENAGE APPEARANCE』（1987年） - 1985年11月15日の代々木オリンピックプール第一体育館公演から収録。
- 『SATURDAY 〜ROCK'N'ROLL BEST OF YUTAKA OZAKI』（2008年） - 1984年3月15日の新宿ルイードでのデビュー公演から収録。

### 「15の夜 (ライブ)」
- 『約束の日 Vol.2』（1993年）
- 『13/71 - THE BEST SELECTION』（2004年）
- 『LIVEBEAT BOX』（2012年）